# Mauregny-en-Haye
Mauregny-en-Haye är en kommun i departementet Aisne i regionen Hauts-de-France i norra Frankrike. Kommunen ligger  i kantonen Sissonne som ligger i arrondissementet Laon. År 2022 hade Mauregny-en-Haye 403 invånare.

## Befolkningsutveckling
Antalet invånare i kommunen Mauregny-en-Haye
Referens: INSEE